# Croix de cimetière de Longueval-Barbonval
La croix de cimetière est une croix située à Longueval-Barbonval, en France.

## Localisation
La croix est située sur la commune de Longueval-Barbonval, dans le département de l'Aisne.

## Historique
Le monument est inscrit au titre des monuments historiques en 1932.